# یان دندا
یان دندا (انگلیسی: Yan Dhanda؛ زادهٔ ۱۴ دسامبر ۱۹۹۸) بازیکن فوتبال اهل انگلستان است که در پست هافبک مهاجم در باشگاه فوتبال سوانزی سیتی بازی می‌کند.
از باشگاه‌هایی که در آن بازی کرده‌است می‌توان به باشگاه فوتبال لیورپول و باشگاه فوتبال وست برومویچ آلبیون اشاره کرد.
وی همچنین در تیم‌های ملی فوتبال زیر ۱۶ و  ۱۷ سال انگلستان بازی کرده‌است.